# Handschrift 290
Hs. 290 is een 14e-eeuws manuscript  met twee theologische teksten in het Latijn. De codex bundelt een werk van de mysticus en theoloog Hendrik Seuse en een theologisch handboek. Het werd gekopieerd in 1389 door Simon van Schragen.Het handschrift komt uit de nalatenschap van de Utrechtse Paulusabdij, maar is daar niet gekopieerd. Het is op een later moment in de collectie van de abdij terechtgekomen. Tegenwoordig wordt Hs. 290 bewaard in de Universiteitsbibliotheek Utrecht. Het is te citeren als “Universiteitsbibliotheek Utrecht Hs. 290 (5 E 5)”.

## Omschrijving en kenmerken
Het manuscript heeft 126 bladen (folia) van 210 bij 142 millimeter. Het handschrift bevat perkament en papier schijnbaar willekeurig door elkaar, ook bij elkaar gebonden in hetzelfde katern. De tekst van het boek is geschreven in het Latijn, in twee kolommen van 35 tot 38 regels. Het volledige handschrift is van de hand van één kopiist, Simon van Schragen, en is door deze gedateerd in het jaar 1389. Het hele handschrift is geschreven in een gotische cursiva, onderdeel van het gotisch schrift. De liniëring van de twee kolommen is gezet met behulp van prikgaten en loodstift. Op sommige folia is dat laatste nog te zien. 
De band bestaat uit houten platten die met leer zijn bekleed. Op het leer van de band zijn geen stempels of andere kenmerken aangebracht. In tegenstelling tot veel andere boeken uit de Paulusabdij heeft deze nog zijn oorspronkelijke, middeleeuwse band. Aan de randen van enkele folia zijn klavieren bevestigd, kleine bladwijzers die het eenvoudig maken het boek op vaste punten open te slaan - bijvoorbeeld het begin van een nieuwe tekst.

## Inhoud

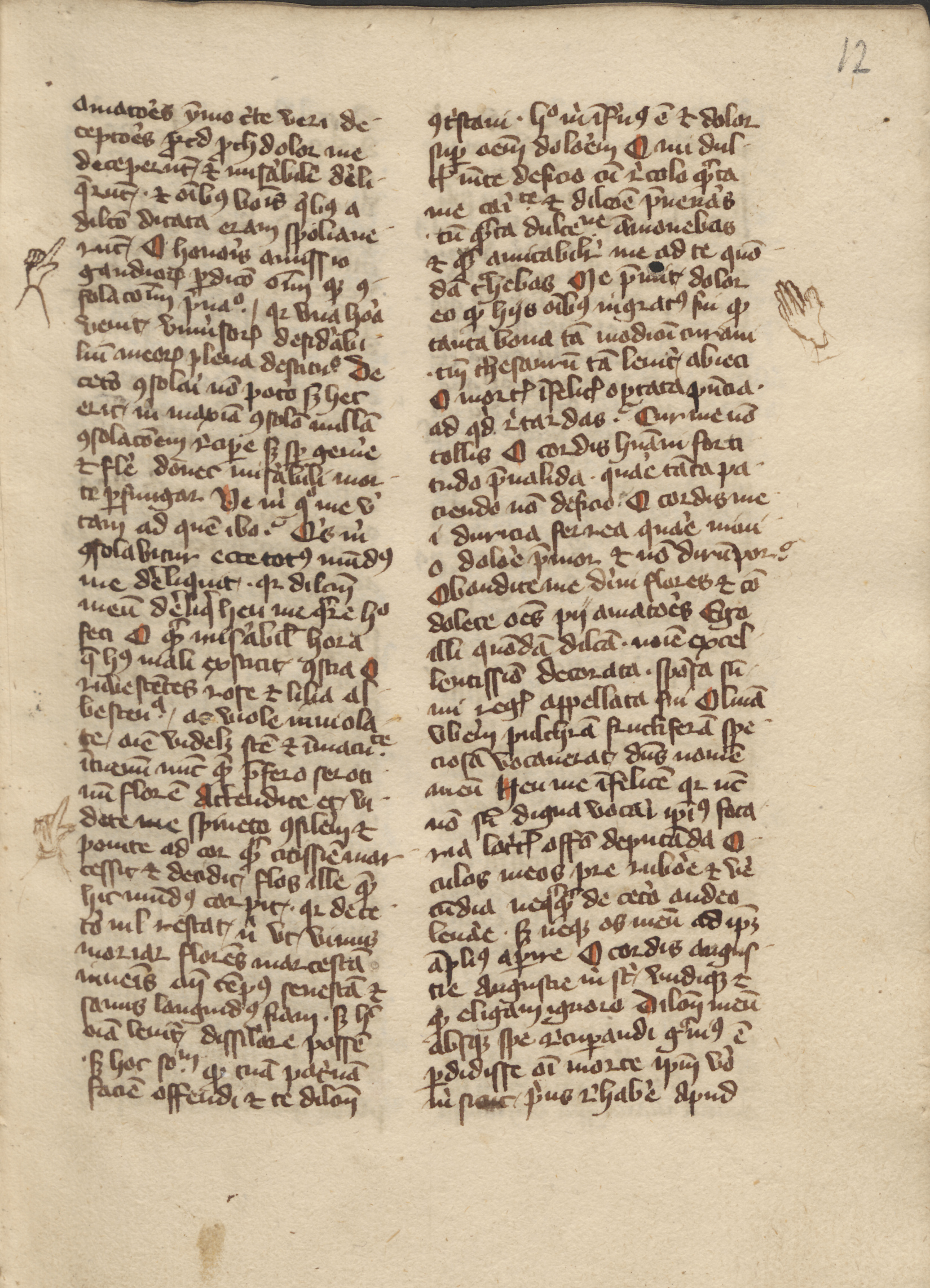
Folium 12 r van Hs. 290. De drie maniculae, de getekende handjes in de marge, zijn hier duidelijk te zien.

Hs. 290 bundelt twee theologische werken. Het eerste is het mystieke en spirituele Horologium aeternae sapientiae van Hendrik Seuse (Klok der eeuwige wijsheid), dat de eerste 95 folia beslaat. Het werk is opgedeeld in vierentwintig hoofdstukken die weer zijn verdeeld over drie boeken. Het laatste deel heeft in dit manuscript de titel Horae de aeterna sapientia (Uur van de eeuwige wijsheid) gekregen, maar is onderdeel van hetzelfde werk. Tevens is in het manuscript een theologisch compendium opgenomen, Memoriale compendii theologiae in usum rudium et pusillorum.
De decoratie bestaat uit enkele met penwerk versierde initialen. Op belangrijke punten in de tekst, het begin van een nieuw boek of het eerste woord van een nieuw hoofdstuk, zijn deze initialen met een rode en zware inkt van decoratie voorzien.
Andere kapitalen in het werk onderscheiden zich alleen door de rode kleur. Op enkele plaatsen in tekst, met name tussen de verschillende onderdelen waaruit het manuscript bestaat, staan rubriceringen in dezelfde kleur rode inkt. Daarnaast zijn verspreid over folia rode accenten aangebracht.
Op fol. 12r en 14r zijn in de marges getekende handen (maniculae) te zien die de aandacht naar bepaalde zinnen trekken. Op fol. 12 zijn er zelfs drie te vinden, die in ieder geval door twee verschillende handen zijn geplaatst. Het feit dat deze aantekeningen in de marge alleen op deze twee folia te vinden zijn maakt het zeer waarschijnlijk dat ze later zijn toegevoegd.

## Geschiedenis

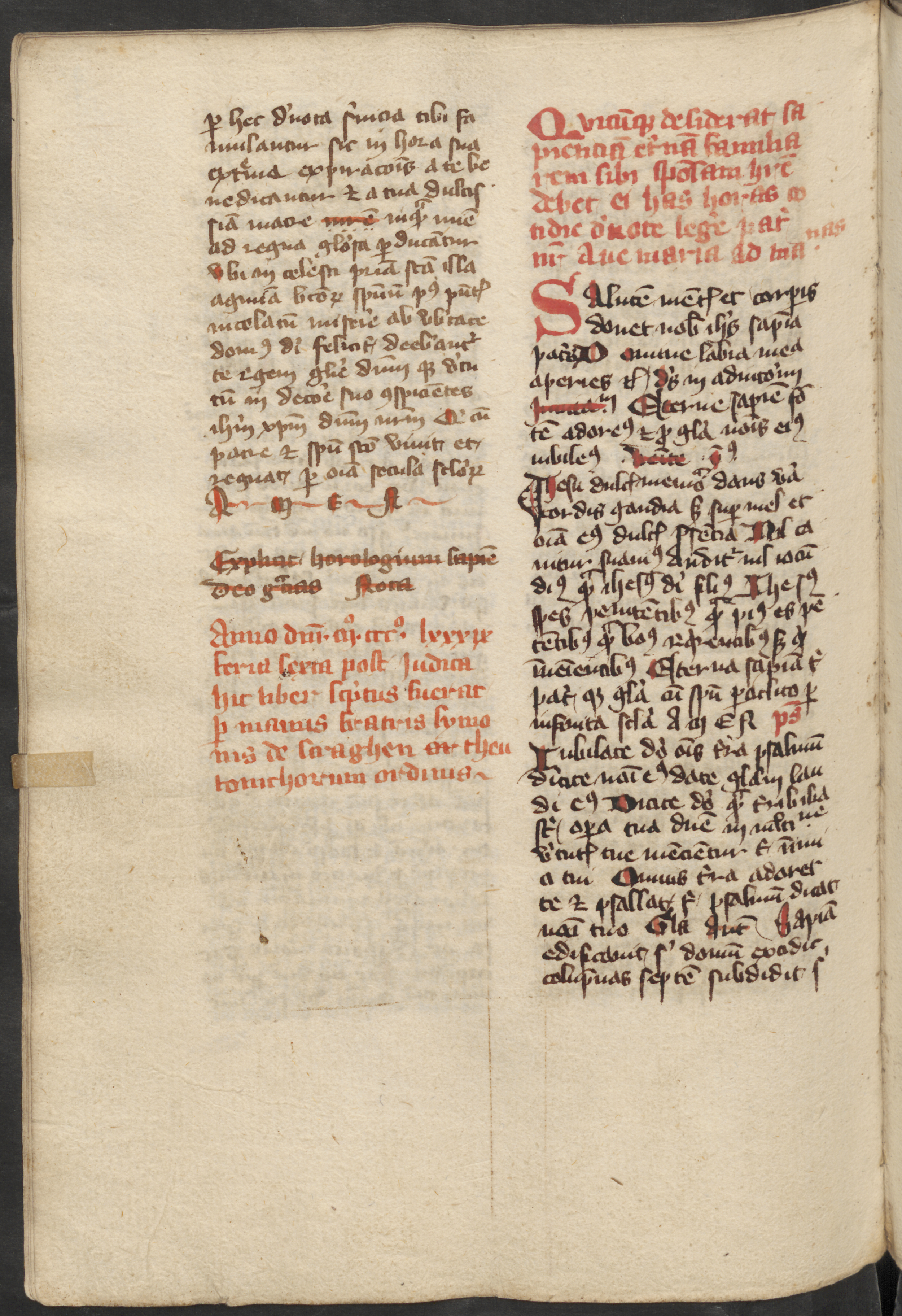
Folium 92v van Hs. 290. Deze pagina is onderaan de rechterkolom door de kopiist gedateerd.

Hoewel het manuscript uit de nalatenschap van de Paulusabdij komt is het daar niet gekopieerd. De oorspronkelijke plaats van vervaardiging is niet bekend. Wel weten we de naam van de kopiistt: Simon van Schragen. Deze kopiist heeft op fol. 92v zijn werk gedateerd op 1389. De codex is op een later moment naar de Paulusabdij gebracht. Later zijn er ook op de eerste en laatste folia eigendomskenmerken van de abdij aangebracht, de enige ander hand die in de codex heeft geschreven.